# Nancy McKeon
Nancy Justine McKeon (Westbury, 4 aprile 1966) è un'attrice e doppiatrice statunitense.

## Biografia

### Esordi
Cominciò a recitare come attrice bambina in numerosi spot pubblicitari insieme al fratello Philip. Apparì anche in due soap opera quali The Secret Storm (mai trasmesso in Italia) e in Destini. I McKeon si trasferirono a Los Angeles nel 1975, quando Philip ottenne un ingaggio nella parte di Tommy, il figlio di Linda Lavin nella serie TV Alice.
Nel 1980 è stata notata dai produttori de L'albero delle mele in uno spot pubblicitario delle cartoline Hallmark. Ha debuttato nella serie nell'autunno dello stesso anno con la parte di Jo Polniaczek, un maschiaccio duro e indipendente. Questo è forse il suo ruolo più famoso ed è stato il trampolino di lancio verso il successo. 
Prestò la propria voce nel doppiaggio di molti personaggi dei cartoni animati per l'ABC Weekend Special, tra cui quello di Scruffy (1980).

### Maturità
Da allora, la McKeon ha recitato in molti film TV, tra i quali merita una menzione A Cry for Help: The Tracey Thurman Story, in cui recita nella parte della vittima di uno stupro. Ha recitato anche in una propria sitcom, Can't Hurry Love (1995), che però è durata soltanto una stagione. In questa serie recitava anche Mariska Hargitay in una parte comica, qualche anno prima di Law & Order: Unità Speciale. Nel 1997 ha preso parte ad un'altra sitcom fallimentare con Jean Smart, intitolata Questione di stile. Dal 2001 al 2004 ha poi avuto la parte dell'Ispettore "Jinny Exstead" nel dramma poliziesco The Division, trasmesso dalla Lifetime Television. La sua gravidanza fu incorporata nella storia nell'ultimo anno della serie. In precedenza aveva lavorato nel film The Wrong Woman di Douglas Jackson (1995), nella parte di una donna accusata di aver ucciso il proprio capo. Successivamente ha recitato nel film Una famiglia per Natale (Comfort and Joy, 2003). Nel 2009 partecipa ad una nuova sit-com targata Disney intitolata Sonny tra le stelle' ,' dove interpreta la madre della protagonista.

### Vita privata
Nancy McKeon si è sposata nel 2003, e nel marzo 2004 ha dato alla luce la sua prima figlia. Verso la fine del 2006 ha avuto un secondo figlio.

## Riconoscimenti
- Young Hollywood Hall of Fame (1980's)

## Filmografia
- Starsky & Hutch – serie TV, 1 episodio (1977)
- Alice – serie TV, 2 episodi (1978-1980)
- Fantasilandia (Fantasy Island) – serie TV, 1 episodio (1978)
- Love Boat (The Love Boat) – serie TV, 1 episodio (1979)
- L'albero delle mele (The Facts of Life) – serie TV, 186 episodi (1980-1988)
- ABC Afterschool Specials – serie TV, 1 episodio (1980)
- The Facts of Life Goes to Paris – film TV (1982)
- Guerra dei colori (Poison Ivy), regia Larry Elikann (1985)
- The Facts of Life Down Under  – film TV (1987)
- Can't Hurry Love – serie TV, 19 episodi (1995-1996)
- Questione di stile (Style and Substance) – serie TV, 13 episodi (1998)
- I viaggiatori delle tenebre (The Hitchhiker) – serie TV, 1 episodio (1990)
- Il tocco di un angelo (Touched by an Angel) – serie TV, 1 episodio (1999)
- The Division – serie TV, 88 episodi (2001-2004)
- Senza traccia (Without a Trace) – serie TV, 1 episodio (2007)
- Sonny tra le stelle (Sonny with a Chance) – serie TV, 5 episodi (2010)
- Panic – serie TV, 6 episodi (2021)